# SoftBank 921T
SoftBank 921T（ソフトバンク きゅうにいちティー）は、東芝が開発しソフトバンクモバイルが販売するW-CDMA通信方式の携帯電話端末。REGZAケータイの愛称を持つ。2008年3月15日に発売された。

## 主な機能・サービス
- ミュージックプレイヤー（Bluetoothによるワイヤレス視聴対応。）
- Bluetooth
- 画面デコ
- フォトdeショー
- マイ絵文字
- フィーリングメール
- 赤外線機能（IrDA対応、IrSimpleは未対応）
- QRコード読み取り・作成
- バイリンガル
- 3D待受キャラクター「くーまん」、「くーまんの部屋」
- 今すぐ読メール
- 照度センサー
- 電子辞書

| 主な対応サービス   | 主な対応サービス       | 主な対応サービス | 主な対応サービス |
| ------------------ | ---------------------- | ---------------- | ---------------- |
| サークルトーク     | ホットステータス       | Yahoo!mocoa      |                  |
| S!ループ           | S!タウン               | ライブモニター   |                  |
| PCサイトブラウザ   | 電子コミック           | S!アプリ         |                  |
| 着うたフル／着うた | アレンジメール         | S!アドレスブック |                  |
| S!FeliCa           | S!ミュージックコネクト | S!GPSナビ        |                  |
| レコメール         | TVコール               | 国際ローミング   |                  |
| ワンセグ           | 3G ハイスピード        | おなじみ操作     |                  |

2014年3月8日以降、モバイルSuicaは非対応。

## ワンセグ
- 連続視聴時間：約3時間50分

## 特徴
- 東芝の液晶TVブランドである「REGZA」（レグザ）を冠した初の機種である。
- 2008年夏モデル以降、東芝のソフトバンク向けハイエンド機種は登場していない。
- au向け以外では数少ない、メインディスプレイに有機ELを搭載した機種である。